# Dong Fang Hong 1
Dong Fang Hong 1 (东方红一号S, Dōngfānghóng YīhàoP), conosciuto anche come China 1, è stato il primo satellite artificiale lanciato in orbita dalla Repubblica Popolare Cinese. Il lancio venne effettuato il 24 aprile 1970 dal Cosmodromo di Jiuquan con il razzo vettore di fabbricazione nazionale Lunga Marcia 1.
Il progetto per il lancio del primo satellite cinese era stato approvato nel 1965. Lo sviluppo del satellite fu iniziato sotto la guida di Qian Xuesen nel novembre 1966, interrotto a causa della Rivoluzione Culturale e ripreso nel 1968. Dopo il successo del lancio, lo scienziato Qian Xuesen propose al governo cinese lo sviluppo di un programma spaziale per il lancio di una navicella con uomini a bordo. Il programma fu approvato personalmente da Mao Zedong.
Il primo satellite cinese aveva la forma di un poliedro con 72 facce, un diametro di circa 1 metro e pesava 173 kg; a bordo era stata montata una radio che trasmetteva a scopo propagandistico la canzone L'Oriente è rosso, inno della Rivoluzione Culturale. Il satellite trasmise per 26 giorni.
Con il lancio di Dong Fang Hong 1 la Cina divenne la quinta nazione al mondo ad effettuare con successo il lancio di un satellite con un razzo vettore nazionale dopo URSS, USA, Francia e Giappone (tutti gli altri, compresi il San Marco 1, si sono avvalsi di vettori Scout di fabbricazione statunitense e, più in generale, di logistica NASA).